# Vierge ouvrante
Vierge ouvrante est une appellation désignant un type de sculpture médiévale en bois représentant la Vierge Marie. Le buste de la statue, qui renferme des représentations figuratives, peut être ouvert afin de pouvoir les montrer aux fidèles (voir aussi Propitiatoire).

## Origines
L'origine géographique de cette forme d'œuvre n'est pas claire (France ou Ostelbien).

## Variantes
Une forme particulière qui n'a pas été conservée est celle des « Vierges tabernacles » pour le stockage d’une hostie consacrée.

## Liste partielle de Vierges ouvrantes
| Reproduction | Localisation                   | Localité         | Pays     | Datation             | Notes                                                      |
| ------------ | ------------------------------ | ---------------- | -------- | -------------------- | ---------------------------------------------------------- |
|              | Musée ducal                    | Bouillon         | Belgique | Début du XIVe siècle | Site du Musée ducal de Bouillon, museeducalbouillon.be     |
|              | Église Saint-Nicolas           | Cheyres          | Suisse   | 1330-1340            | Volée en 1978 et remplacée en 2002 par une copie.          |
|              | Musée historique               | Kaysersberg      | France   | Vers 1380            |                                                            |
|              | Église Saints-Pierre-et-Paul   | Eguisheim        | France   | XIVe siècle          | Rare Vierge ouvrante.                                      |
|              | Chapelle Notre-Dame-de-Quelven | Guern            | France   |                      |                                                            |
|              | Église Saint-André             | Massiac          | France   | XVe siècle           |                                                            |
|              | Église Notre-Dame-de-Folgoët   | Bannalec         | France   | Époque Louis XIII    | Détruite partiellement en octobre 1939 lors d'un incendie. |
|              | Musée du sel                   | Marsal (Moselle) | France   | XIVe siècle          |                                                            |
|              | Église Saint-Sébastien         | Palau-del-Vidre  | France   | XVe siècle           |                                                            |
|              | Église Saint-Mathieu           | Morlaix          | France   | Début du XVe siècle  | Sur le site infobretagne.com.                              |